# Money
Money és una cançó de l'àlbum The Dark Side of the Moon del grup britànic de rock progressiu Pink Floyd. És l'única peça que va aconseguir arribar al top 20 de les llistes dels Estats Units. En el disc de vinil original era la primera cançó de la segona cara. Va ser escrita per Roger Waters.

## Composició
Money és notable pel seu solfeig. Està molt ben escrita, mesua el 7/4, tot i que hi ha gent que diu que s'alterna en 4/4 i 3/4. David Gilmour, el guitarrista, diu que és 7/8 en el documental del Making of del disc. La majoria de temes de rock és 4/4 o en un temps comú 2/2, 8/8... i la majoria d'excepcions són en 3/4 o 6/8. Durant el solo de guitarra la cançó és en 4/4, torna al 7/4 i acaba 4/4. Això es va fer perquè Gilmour pensava que seria massa difícil fer un solo de guitarra en 7/8.
Amb All you need is love dels The Beatles, Money és l'únic tema amb 7/4 que ha arribat al cim de les llistes d'èxit.

## Músics
- Roger Waters - baix
- David Gilmour - guitarra, veu
- Rick Wright - teclats
- Nick Mason - bateria